# Aranzueque
Aranzueque és un municipi de la província de Guadalajara, a la comunitat autònoma de Castella-La Manxa. Limita amb Yebes, Horche, Armuña de Tajuña, Renera, Hontoba, Loranca de Tajuña i Valdarachas.

## Demografia
| 1991 |  | 1996 |  | 2001 |  | 2004 |  | 2006 |
| ---- |  | ---- |  | ---- |  | ---- |  | ---- |
| 360  |  | 369  |  | 363  |  | 385  |  | 401  |